# Keladon (Lapithe)

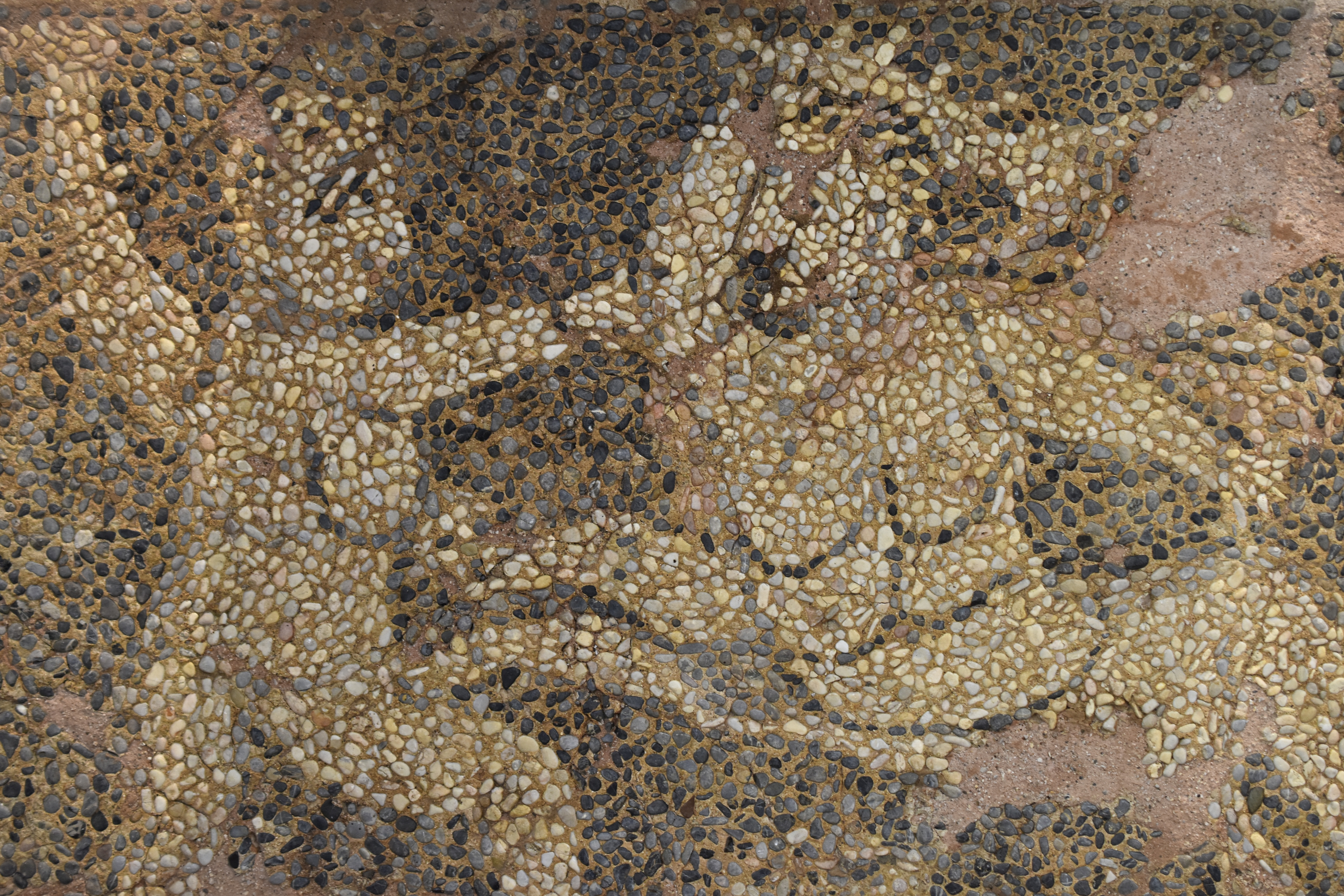
Mosaik, 2. Jh. v. Chr., Kentaur attackiert einen Lapithen.

Keladon ist in der griechischen Mythologie ein Lapithe, der in der Kentauromachie auf der Hochzeit des Peirithoos vom Kentauren Amykos getötet wird. Einzige Quelle ist das zwölfte Buch der ovidischen Metamorphosen.

## Name
Er kommt vom griechischen Κελάδων, Keládon, Töss (von tosen), Rausch (von rauschen). Lateinisch und deutsch mit abweichender Betonung Céladon, da das „a“ in der vorletzten Silbe kurz ist.
Obwohl die Überlieferung keinen alternativen Namen zulässt, gibt es Einwände gegen die Verwendung für einen Lapithen: „Der Name (= der Brausende) passt so trefflich zur Kentaurennatur, dass hier vielleicht eine durch Flüchtigkeit entstandene Namensverwechslung anzunehmen ist.“ „Ein Lapithe Celadon ist sonst nicht bekannt.“

## Mythos
Auf der Hochzeit des Peirithoos kommt es wegen der sexuell übergriffigen Kentauren zur blutigen Schlacht. Anfangs wird noch in Ermangelung normaler Waffen mit Fäusten (234: manibus, mit den Händen) und erreichbaren Gegenständen (236: crater, Krug) gekämpft, und so ergreift auch Amykos die vor ihm hängende Lampe (247: lampadibus) über dem Hausaltar und benutzt sie als Wurfgeschoss: 
„250 Und traf Celadons Stirn, des Lapithen, und in dem entstellten / Antlitz ließ er, verwirrt ineinander, die Knochen. Die Augen / quollen heraus, und durch die zerschmetterten Knochen des Mundes / wurde die Nase gequetscht und haftete mitten im Gaumen.“ (Übersetzung Suchier)
„250 inlisit fronti Lapithae Celadontis et ossa / non cognoscendo confusa relinquit in ore. / exsiluere oculi, disiectisque ossibus oris / acta retro naris medioque est fixa palato.“ (Original Ovid)
Danach wird Amykos mit einem Tischbein (254: pede mensae) vom Lapithen Pelates erschlagen.

## Erläuterungen
Die groteske Brutalität der Kampfszene fällt auf. Solche Schilderungen tauchen auch schon vorher (ab Vers 237) auf und gehören zum ovidischen „Katalog oft geradezu genüßlich und präzise dargestellter Todesarten, Verwundungen und anderer Brutalitäten.“
Die brutale Szene beginnt mit dem Verb „illisit“ (er stieß hinein) und endet mit einer Variation des Aneinanderheftens von Körperteilen: „253 naris medioque est fixa palato, die Nase wurde mitten am Gaumen fixiert“, und „medius bezeichnet bei Treffern im Kampf nicht so sehr die geometrische Mitte als vielmehr die Tatsache, dass der Schlag ... voll getroffen hat.“ Das Bild der „zerschmetterten Knochen“ (252) betont Ovid mit dem Wortspiel „ossibus oris, Knochen des Mundes“, von os=Knochen, os=Mund.
Es bleibt zu diskutieren, ob diese brutalen Schilderungen eine Konzession Ovids an den „Geschmack der Zeit“ waren, oder ob er in ihrer Steigerung die klassische „Kampfwelt des Heldenepos“ parodieren und ironisch demontieren wollte.